# Arcozelo (Vila Verde)
Arcozelo é uma povoação portuguesa do Município de Vila Verde que foi sede da extinta Freguesia de Arcozelo, freguesia que tinha 3,67 km² de área e 405 habitantes (2011), e, por isso, uma densidade populacional de 110,4 hab/km².
A Freguesia de Arcozelo foi extinta (agregada) em 2013, no âmbito de uma reforma administrativa nacional, para, em conjunto com a Freguesia de Marrancos formar uma nova freguesia denominada União das Freguesias de Marrancos e Arcozelo.

## População
| População da freguesia de Arcozelo | População da freguesia de Arcozelo | População da freguesia de Arcozelo | População da freguesia de Arcozelo | População da freguesia de Arcozelo | População da freguesia de Arcozelo | População da freguesia de Arcozelo | População da freguesia de Arcozelo | População da freguesia de Arcozelo | População da freguesia de Arcozelo | População da freguesia de Arcozelo | População da freguesia de Arcozelo | População da freguesia de Arcozelo | População da freguesia de Arcozelo | População da freguesia de Arcozelo |
| ---------------------------------- | ---------------------------------- | ---------------------------------- | ---------------------------------- | ---------------------------------- | ---------------------------------- | ---------------------------------- | ---------------------------------- | ---------------------------------- | ---------------------------------- | ---------------------------------- | ---------------------------------- | ---------------------------------- | ---------------------------------- | ---------------------------------- |
| 1864                               | 1878                               | 1890                               | 1900                               | 1911                               | 1920                               | 1930                               | 1940                               | 1950                               | 1960                               | 1970                               | 1981                               | 1991                               | 2001                               | 2011                               |
| 361                                | 333                                | 316                                | 311                                | 321                                | 364                                | 398                                | 375                                | 423                                | 422                                | 318                                | 399                                | 419                                | 455                                | 405                                |

## História
Arcozelo pertenceu ao concelho de Penela do Minho com sede em Portela das Cabras. Quando este foi extinto em 24 de Outubro de 1855, passou para o concelho (atual município) de Vila Verde. Foi anexa à Freguesia de Marrancos.

## Lugares
Além da sede, a Freguesia de Arcozelo compreendia as seguintes localidades:
- Burtelos
- Igreja
- Fontes
- Hospital
- Monte
- Pereiro
- Sano
- Vilartão